# Geiranger
Geiranger er en bygd i Stranda kommune. Den ligger inderst i Geirangerfjorden, en sidefjord til Storfjorden i Møre og Romsdal. Navnet kommer antagelig af det norrøne geirr (spyd) og angr som betyder fjord. Bygden har kun cirka 240 fastboende og er omgivet af stejle fjeldsider. Det er et af Norges mest besøgte turistmål med over 700.000 besøgende. Der er fem hoteller og otte andre overnatningsteder. 
Kendte attraktioner er Geirangervegen og Ørnevegen, udsigtspunkterne Flydalsjuvet og Ørnesvingen, fjeldet Dalsnibba, fjorden med vandfaldene Brudesløret, Frieren og de Syv Søstre. 
Geiranger har om sommeren færgeforbindelse med Hellesylt og Valldal. Om vinteren er sejladsen indstillet og den eneste helårsforbindelsen til bygden er vejen til Eidsdal. 
Geiranger- og Nærøyfjorden kom i 2005 på UNESCOs Verdensarvsliste. I 2006 blev netop disse to områder kåret som bedst bevarede UNESCO-sted af National Geographic.
Hvert år arrangeres Frå fjord til fjell, som består af halvmaraton, miniton, march og cykelløb som går fra centrum i bygden til toppen af Dalsnibba, 1497 m.o.h. 